# Iván Cuadrado
Iván Javier Cuadrado Alonso (* 21. Februar 1979 in Salamanca) ist ein ehemaliger spanischer Fußballspieler.

## Spielerkarriere
Iván Cuadrado begann seine Karriere als Fußballer bei Barças B-Mannschaft, mit der er in der Saison 1998/99 allerdings aus der Segunda División abstieg. Die nächsten beiden Jahre spielte er mit Barça B in der 3. Liga. Im Sommer 2001 wechselte Iván Cuadrado zum Zweitligisten Real Murcia. Im zweiten Jahr bei Murcia stieg er mit seinem Team in die Primera División auf. Nach einer ganz schwachen Saison stieg Cuadrado mit Murcia direkt wieder als Tabellenletzter ab. Es sollte bis zur Saison 2006/2007 dauern, bis Murcia wieder in Liga 1 aufstieg.
Seit seinem Wechsel zu Murcia war Iván Cuadrado Stammspieler und unverzichtbarer Bestandteil der Mannschaft. Nach sieben Jahren und dem Abstieg in die zweite Liga verließ er Murcia im Sommer 2008 und unterschrieb einen Vertrag beim Erstliga-Aufsteiger FC Málaga. In Málaga kam er nur unregelmäßig zum Einsatz. Im Winter 2009/10 verließ er den Klub und wechselte zu Rayo Vallecano in die Segunda División. Dort konnte er sich jedoch nicht durchsetzen und verließ den Verein nach einem halben Jahr wieder. Er schloss sich Aufsteiger SD Ponferradina an, wo er zur Stammkraft wurde. Dennoch stieg der Klub am Ende der Spielzeit 2010/11 wieder ab. Cuadrado heuerte anschließend bei UD Salamanca in der Segunda División B an.
Anfang 2013 wechselte Cuadrado zu Shanghai SIPG in die chinesische Super League. Anfang 2015 schloss er sich Guizhou Zhicheng in der China League One an. Am Ende der Spielzeit 2016 erreichte er mit seiner Mannschaft den Aufstieg. Cuadrado beendete anschließend seine Karriere.

## Erfolge
- 2002/03 – Aufstieg in Primera División mit Real Murcia
- 2006/07 – Aufstieg in Primera División mit Real Murcia
- 2016 – Aufstieg in die Chinese Super League mit Guizhou Zhicheng